# Tapper

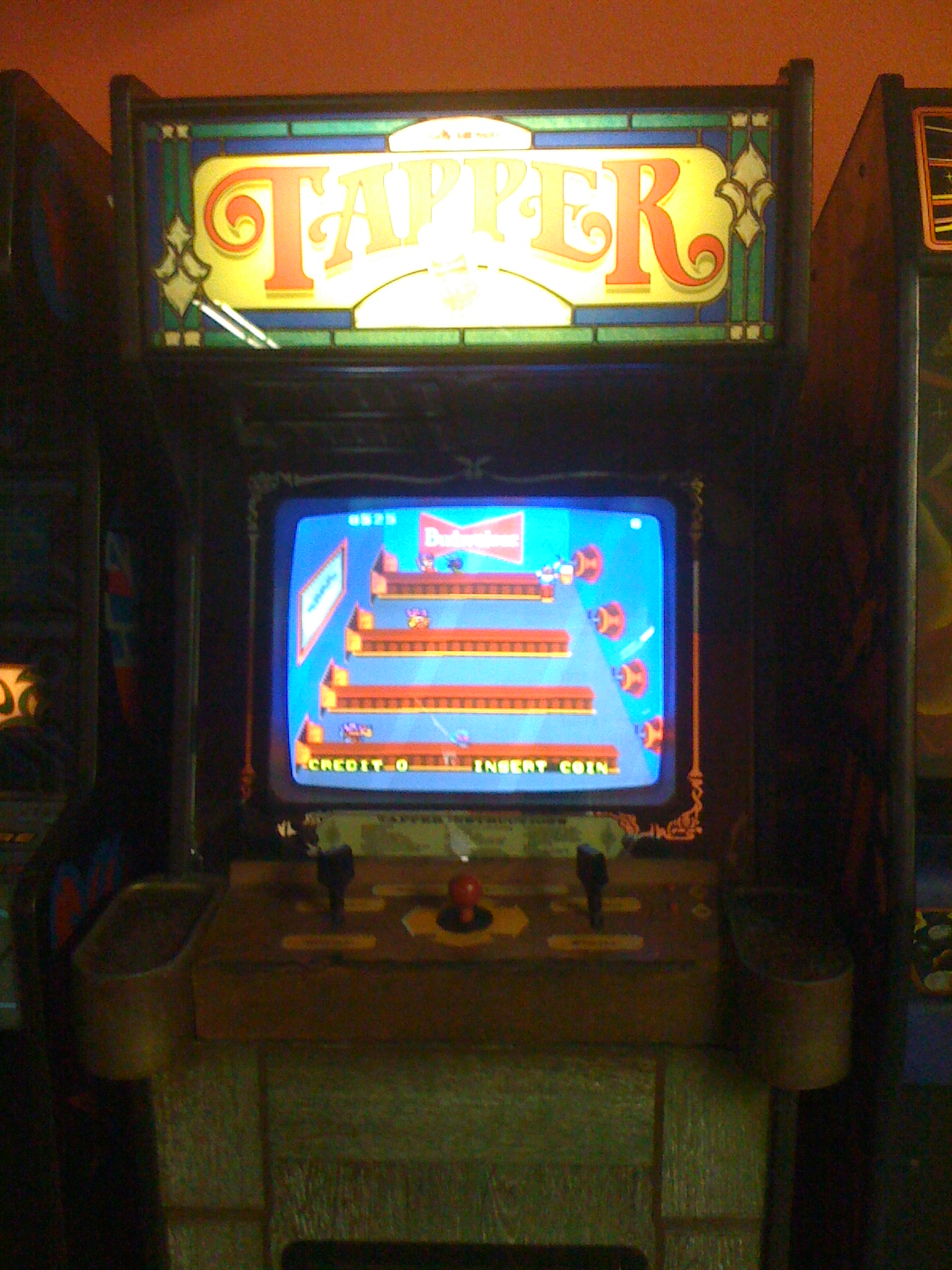
Tapper-Automat

Tapper ist ein Arcade-Spiel, das 1983 von Bally Midway vertrieben wurde. Der Spieler muss virtuell Bier zapfen. Das Spiel war in der Goldenen Ära der Arcade-Spiele sehr erfolgreich.

## Beschreibung
Der Spieler muss als Kellner Bierkrüge füllen. Durstige Kunden erscheinen an 4 Theken, die sich horizontal übereinander befinden. Diese kommen, wie auf einem Laufband immer näher und müssen schnell bedient werden. Der Spieler muss die vollen Krüge über die Theken schleudern. Leere Gläser und Trinkgelder müssen ebenfalls aufgefangen werden. Diese dürfen nicht auf den Boden fallen.
Zwischen manchen Levels gibt es Bonusrunden, in denen der Spieler an einer Theke eine nicht geschüttelte Dose erkennen muss.

## Levels
Es gibt 4 verschiedene Kneipen:
- Western-Bar
- Sportler (draußen)
- Punk-Rock-Bar
- Aliens

## Besonderheiten
Die Arcade-Version hat einen echten Zapfhahn. Ursprünglich wurden Rülpse für die Sound-Effekte des Spiels digitalisiert. Diese wurden aber in dem veröffentlichten Spiel nie verwendet.

## Versionen
- Tapper (Budweiser oder Suntory) 1983 (Bally Midway)
- Root Beer Tapper (Bally Midway, 1984) (auch Soda Pop Tapper, alkoholfreies Bier)
- Mountain Dew Tapper (Atari 2600)

Entwickelt wurde das Spiel von Marvin Glass and Associates. Die beiden Arcade-Versionen nutzen verschiedene Arcade-Systeme. Budweiser und Suntory sind amerikanische bzw. japanische Biermarken.

## Portierungen
- Apple II
- IBM PC (1983)
- ColecoVision, 1983
- Atari 2600 (1983)
- Commodore 64
- ZX Spectrum
- Sony PlayStation (1997)
- Nintendo 64 als Midway's Greatest Hits 2 (2000)
- PC Windows als Midway Arcade Treasures (2003)
- Sony PlayStation 2
- Nintendo GameCube
- Microsoft Xbox (alle 2003 auf Midway Arcade Treasures)
- Apple iOS als Tapper World Tour (2011) moderne Neuauflage